# Adalbert Dungel
Adalbert Dungel OSB (* 20. Juni 1842 in Luggau, Mähren; † 10. Juli 1923 in Stift Göttweig) war Abt des Stiftes Göttweig.
Alois Dungel besuchte das Gymnasium in Znaim. Er trat im Jahr 1861 in das Benediktinerstift Göttweig ein, wo er den Ordensnamen Adalbert erhielt. Am 8. September 1861 wurde er eingekleidet, legte am 9. Oktober 1862 die zeitliche und am 15. Oktober 1865 die feierliche Profess ab, am 25. Juli 1866 wurde er zum Priester geweiht und feierte am 12. August seine Primiz. Er war als Kurat an der Stiftspfarre und Aushilfspriester in Tulln tätig, von 1869 bis 1877 war er Professor für Moraltheologie. Er war Wald- und Baumeister des Stiftes, 1886 wurde er zum Abt gewählt. Sein Wahlspruch lautete: Crux sacra sit mihi lux – Das heilige Kreuz soll mir Licht sein. Daneben betätigte er sich auch als Archäologe, Archivar und Konservator für Kunst- und historische Denkmäler für die Viertel ober dem Wienerwald und ober dem Manhartsberg. 
Von 1889 bis 1921 war er Abtpräses der Österreichischen Benediktinerkongregation von der Unbefleckten Empfängnis. Von 1902 bis 1915 war er Abgeordneter des Großgrundbesitzes im Landtag von Niederösterreich, von 1897 bis 1907 Reichsratsabgeordneter.
Adalbert Dungel erhielt mehrere Auszeichnungen, wie 1886 den Franz-Joseph-Orden oder 1912 den Orden der Eisernen Krone II. Klasse, und war mehrfach Ehrenbürger. 1899 erhielt er vom Heiligen Stuhl die Cappa Magna, die eigentlich nur Kardinälen und Bischöfen vorbehalten ist, und 1906 den violetten Pileolus. Er pflegte zahlreiche Mitgliedschaften in sozialen und wissenschaftlichen Verbänden, wie als korrespondierendes Mitglied der Österreichischen Geographischen Gesellschaft. In Hörfarth wurde die Adalbert-Dungel-Gasse nach ihm benannt.